# 3640 Gostin
A 3640 Gostin (ideiglenes jelöléssel 1985 TR3) a Naprendszer kisbolygóövében található aszteroida. Carolyn Shoemaker fedezte fel 1985. október 11-én.